# Schoenaich-Carolath

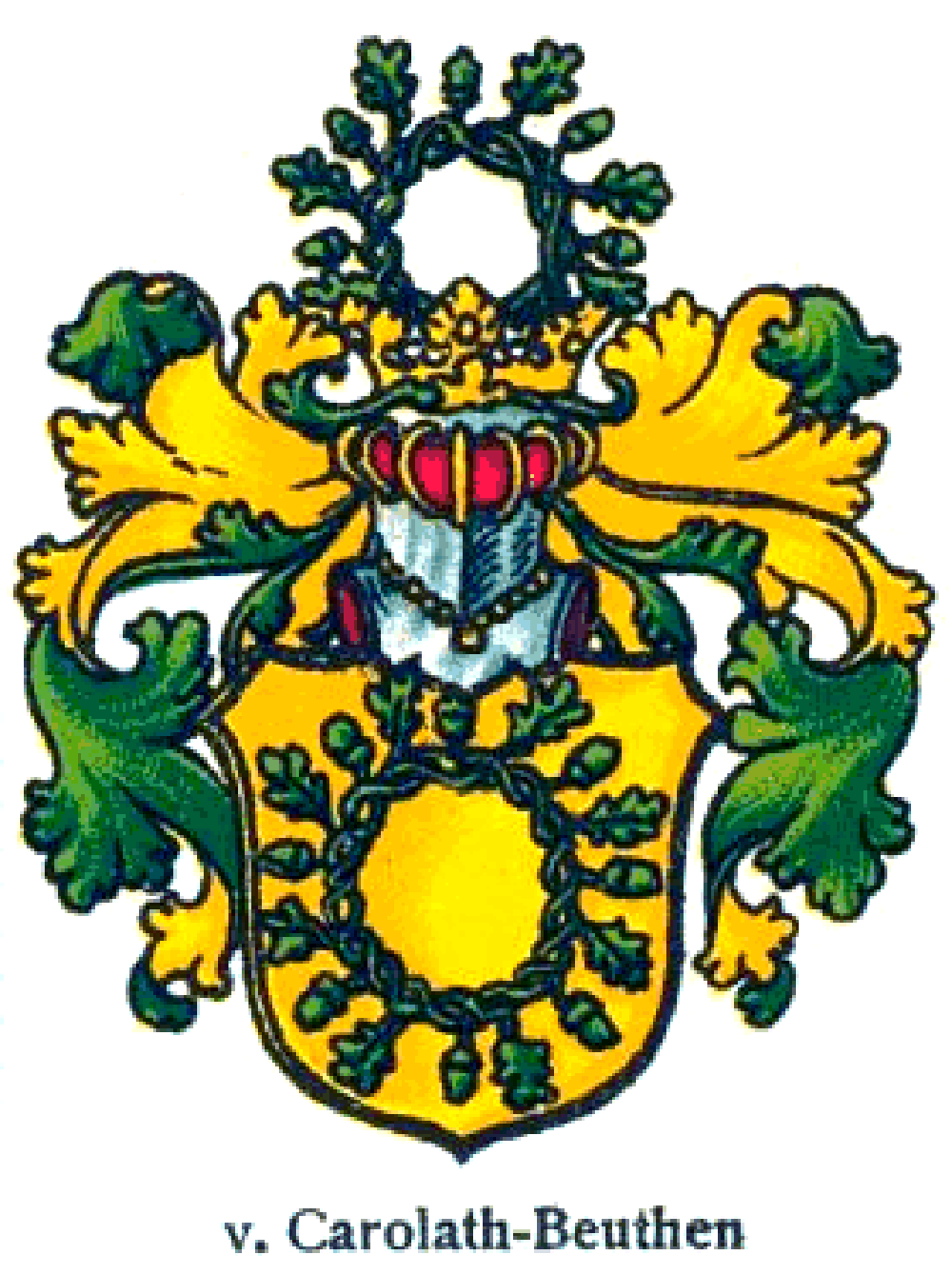
Stammwappen derer von Schöneich

Schönaich bzw. Schoenaich-Carolath ist der Name eines Niederlausitzer Uradelsgeschlechts, das im 16. Jahrhundert in einem Zweig nach Schlesien kam. Der schlesische Zweig wurde 1700 in den Reichsgrafenstand und 1741 in den preußischen Fürstenstand erhoben.

## Geschichte

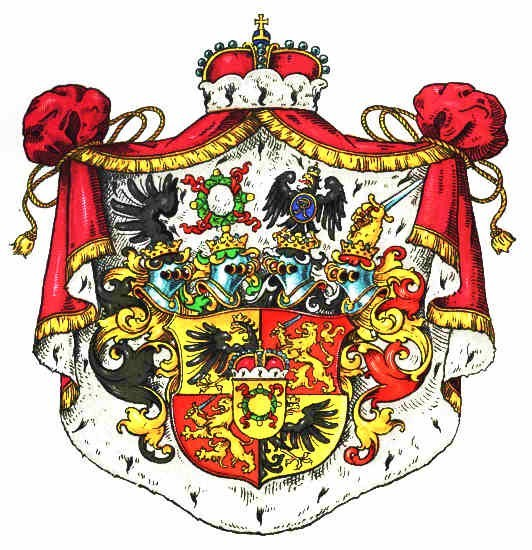
Wappen des Fürsten zu Carolath-Beuthen und der Prinzen von Schoenaich-Carolath

Die Familie Schoenaich entstammt dem Niederlausitzer Uradel und wird mit Tytzko (Dietrich) von Schoenaich 1329 erstmals urkundlich erwähnt. Eine gleichnamige Ortschaft, seit 1945 Piękne Kąty, ist heute Ortsteil von Carolath. Ein weiterer gleichnamiger Ort liegt bei Sorau in der Neumark, das heutige Sieciejów.
Um 1550 erwarb Fabian von Schoenaich (1509–1591) aus der Linie Sprottau von Franz von Rechenberg die niederschlesischen Herrschaften Carolath und Beuthen an der Oder, die zum Herzogtum Glogau gehörten, das seit 1344 ein Lehen und 1490 durch Heimfall an die Krone Böhmen gelangt war. Die landesherrliche Bestätigung des Majorats erfolgte 1601 mit dem Titel „Freiherr von Beuthen“. Unter dem 28. Juni 1616 erfolgte die erbländisch-österreichische Bestätigung des Freiherrenstandes. Fabian setzte den Sohn eines Vetters, Georg von Schönaich, zum Erben ein. Dieser heiratete 1595 Fabians Witwe Elisabeth von Landskron († 1614) und ließ ab 1597 das Schloss Carolath erbauen. 1613 erwarb er die Standesherrschaft Amtitz in der Niederlausitz, und 1614 gründete er in Beuthen an der Oder die als Schönaichianum bekannte universitätsähnliche Bildungsanstalt, an der Lutheraner wie auch Calvinisten lehrten. Sein Neffe Johannes (1589–1639) huldigte beim Ständeaufstand in Böhmen (1618) dem böhmischen König Friedrich V. („Winterkönig“), weshalb ihm 1637 eine Geldstrafe auferlegt, Ländereien beschlagnahmt und das Schönaichianum im Zuge der Gegenreformation den Jesuiten übergeben wurde. 1697 erteilte der böhmische Landesherr, Kaiser Joseph I. den beiden Besitzungen den Rechtsstatus als Freie Standesherrschaft.
Hans Georg Freiherr von Schoenaich-Beuthen wurde 1700 in den Reichsgrafenstand erhoben. Sein Sohn Hans Carl zu Carolath-Beuthen (1688–1763) leistete 1710 in Breslau dem Landesherrn, Kaiser Joseph I. den Huldigungseid für das Majorat und erkaufte sich 1730 auch die Position eines Geheimen Rats. Er erwarb auch die Güter Padligar und Ostreritz. Nach der Eroberung Schlesiens 1742 durch Friedrich II. war der reformierte Graf einer der ersten bedeutenden schlesischen Magnaten, die dem preußischen König huldigten. Zum Dank erhob dieser ihn 1741 in den preußischen Fürstenstand unter dem Namen „Fürst von Carolath-Schönaich“, ab 1753 „Fürst zu Carolath-Beuthen“ sowie unbeschränkt auch für die Deszendenz mit dem Namen „Prinz/essin von Schoenaich-Carolath“ – eine für die Verhältnisse Friedrichs des Großen einzigartige Ehrung. Außerdem stieg Hans Carl zu Carolath zum ersten Präsidenten der Oberamtsregierung und Konsistorialpräsidenten in Breslau auf. Sein Sohn Johann Carl Friedrich (1716–1791) diente dem König als General und Gesandter.
Die Brüder Karl (1785–1820) und Friedrich (1790–1859) begründeten die beiden Linien des Hauses: die ältere erbte die drei Standesherrschaften Carolath, Beuthen und Amtitz, die jüngere Schloss Saabor und Herrschaft Saabor. Eine weitere Erbteilung fand statt, als der 5. Fürst, Karl (1845–1912), Carolath und Beuthen erhielt und sein jüngerer Bruder Prinz Heinrich (1852–1920) die Standesherrschaft Amtitz. Der Erstgeburtstitel „Fürst zu Carolath-Beuthen“ wurde 1861 dem Fürsten Heinrich zu Carolath-Beuthen bei der preußischen Verleihung des Prädikats Durchlaucht bestätigt. Die nachgeborenen Mitglieder führen den Namen Prinz bzw. Prinzessin von Schoenaich-Carolath. 1854 erlangte die Familie die erbliche Mitgliedschaft im preußischen Herrenhaus.
1896 fielen das Gut und Herrenhaus Haseldorf (mit Haselau und Hetlingen) in Schleswig-Holstein sowie das Schloss Palsgaard in Dänemark an den Prinzen Emil von Schoenaich-Carolath-Schilden (1852–1908), als Sohn der Emilie von Oppen-Schilden. Haseldorf gehört bis heute der Familie.
Die Witwe des Prinzen Johann Georg (1873–1920) auf Saabor, Prinzessin Hermine Reuß ältere Linie (1887–1947), wurde 1922 die zweite Ehefrau des ehemaligen Kaisers und preußischen Königs Wilhelm II.
Mit der Flucht und Vertreibung 1945 wurden die schlesischen Besitzungen enteignet.

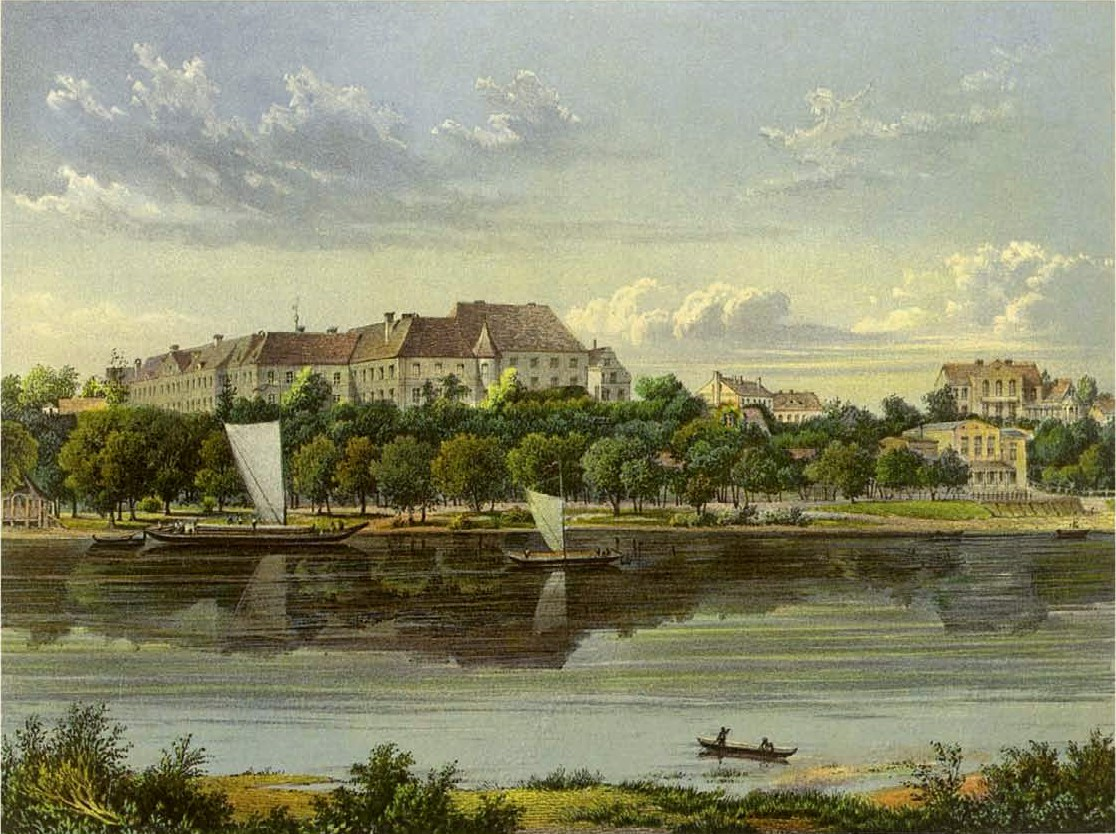
Schloss Carolath, Niederschlesien (19. Jh.)
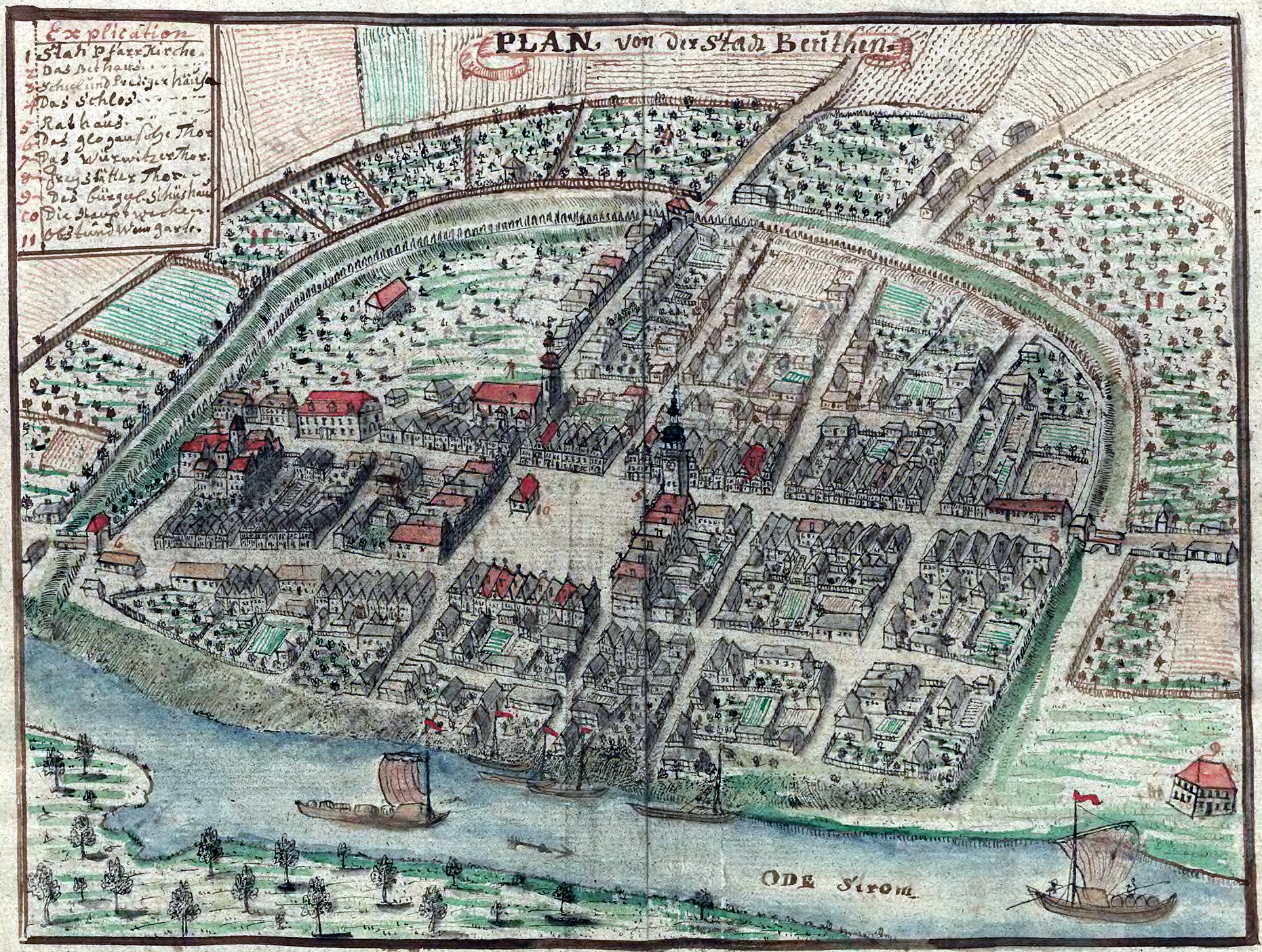
Beuthen an der Oder (18. Jh.)
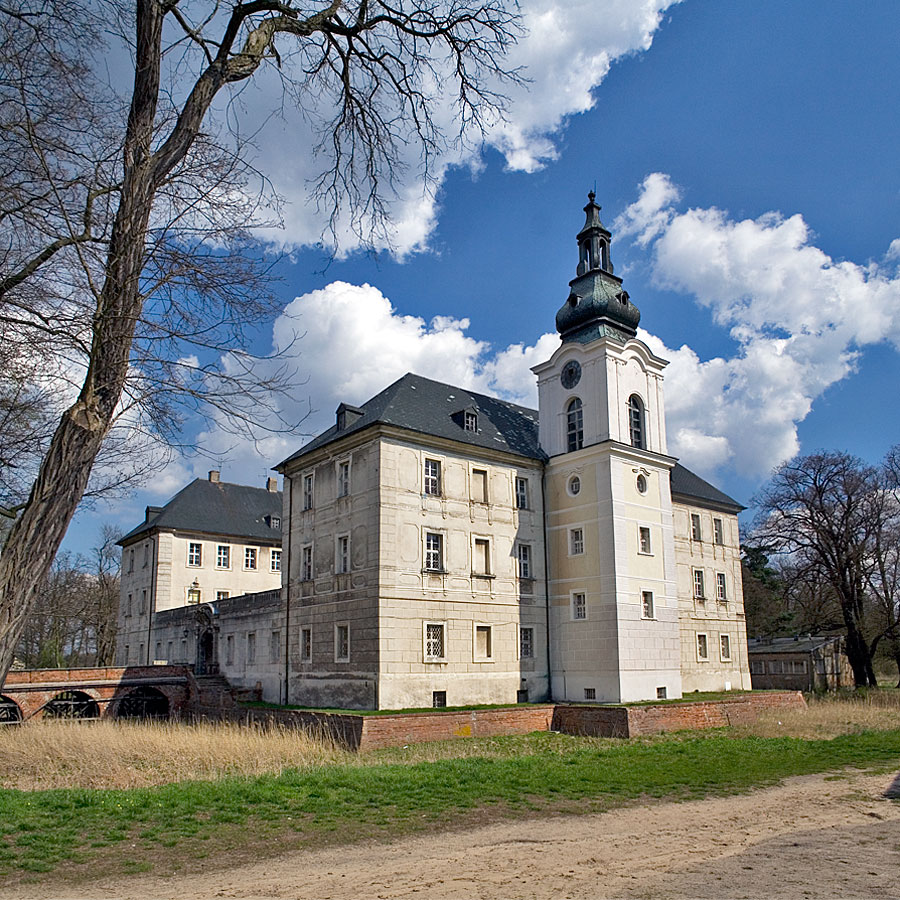
Schloss Saabor in Saabor
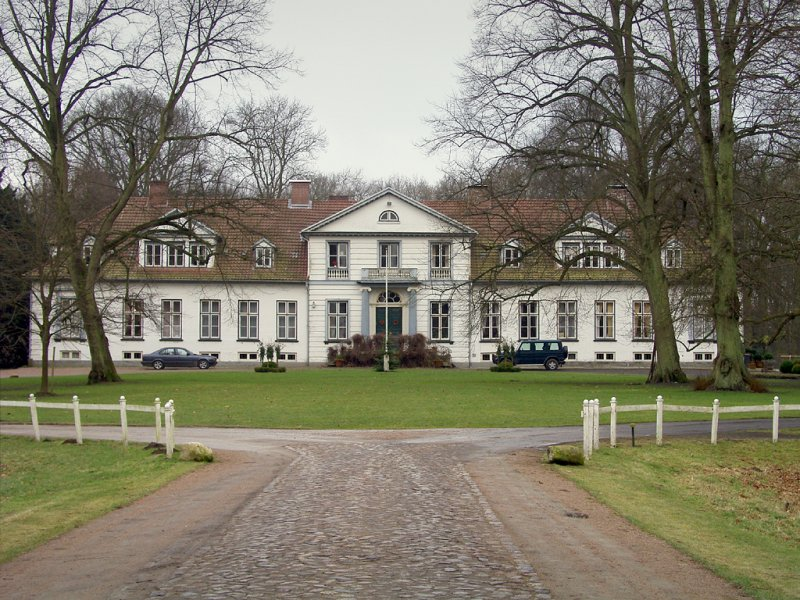
Herrenhaus Haseldorf, Holstein
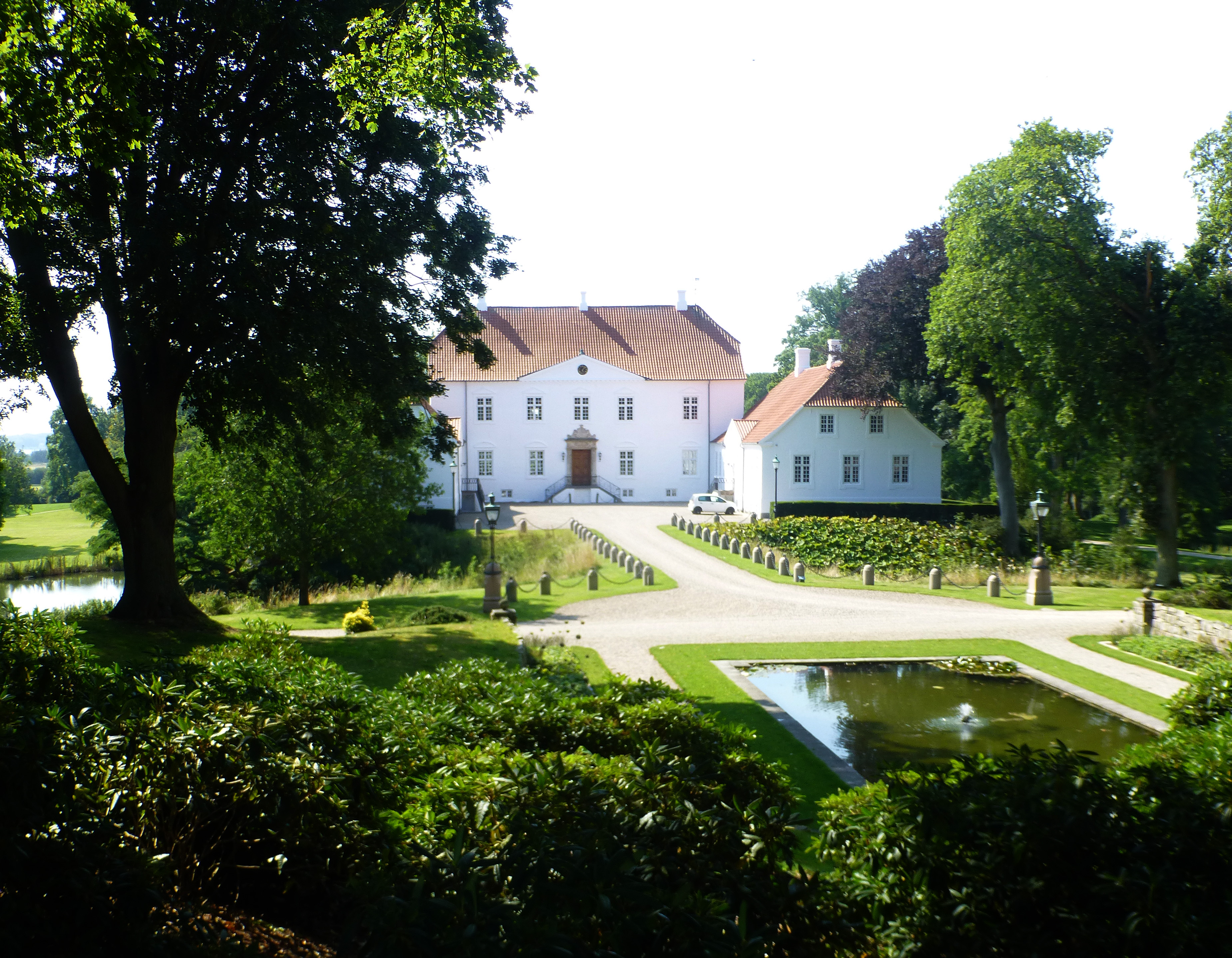
Schloss Palsgård, Dänemark

### Müller von Schönaich
Agnes Lina Philippine Rosamunde Ida Freiin von Schönaich (* 1802; † 1882) aus dem Hause Amtitz, Schlesien, erbte 1827 von ihrem verstorbenen ersten Ehemann Eugen von Witzleben ein Rittergut Werben in der Niederlausitz. Sie brachte das Gut dann 1831 in ihre zweite Ehe mit dem königlich preußischen Landwehrleutnant Friedrich Wilhelm Müller (* Vetschau 1793; † Werben 1863). Ihr gemeinsamer Sohn Benno Müller (* 1838; † 1910 in Berlin), königlich preußischer Secondeleutnant im Husarenregiment 6, erhielt 1861 zu Berlin den preußischen Adelsstand mit dem künftigen Namen Müller von Schönaich. Ein Vetter seiner Mutter, Prinz von Schoenaich, hatte sich für die Nobilitierung seines Verwandten, der später zum Major befördert wurde und das Gut Werben erbte, eingesetzt. Eine Tochter mit Julie von Somnitz (* 1857; † 1918) war die Schriftstellerin Editha Müller von Schönaich (* 1884; † 1949 in Florenz), die mit Max Freiherr von Münchhausen verheiratet war und in Florenz eine Pension führte, ein Sohn war der 1889 geborene Wilhelm Müller von Schönaich.

### Hoverbeck genannt Schoenaich
Durch Adoption ist zu Beginn des 19. Jahrhunderts die freiherrliche Familie von Hoverbeck genannt von Schoenaich entstanden. Die königlich preußische Namen- und Wappenvereinigung erfolgte 1802 zu Berlin für den Landschaftsdirektor Samuel Johann Dietrich Freiherr von Hoverbeck aus dem aus Brabant stammenden Adelsgeschlecht von Hoverbeck. Dieser war Neffe und Adoptivsohn der Witwe Sophie Charlotte Freifrau Schoultz von Ascheraden geborene von Schoenaich (1725–1807), Herrin und letzte Angehörige des Zweiges auf Karnitten. Sie war die Tochter des Fabian von Schönaich auf Karnitten und heiratete 1742 in erster Ehe Karl Friedrich von Buddenbrock (* 1698 auf Tilsewischken), einen Sohn der Feldmarschalls Wilhelm Dietrich von Buddenbrock sowie Erbherr auf den Gütern Klein-Tromnau und Thiergarth in Ostpreußen (ca. 7.000 Morgen groß). Er war im Ersten Schlesischen Krieg am 17. Mai 1742 in der Schlacht bei Chotusitz schwer verwundet worden und kurz darauf in Kuttenberg gestorben. Sie hatte darauf zunächst den königlich preußischen Kabinettsminister Kaspar Wilhelm von Borcke (1704–1747) und nach dessen Tod den Freiherrn Bernhard Heinrich Schoultz von Ascheraden (1727–1797) geheiratet. Alle Ehen blieben kinderlos. Ihr Adoptivsohn und Neffe, Samuel Johann Dietrich Freiherr von Hoverbeck genannt von Schoenaich (1762–1809), war im Jahr 1806 Herr auf Mitteldorf und Direktor der Landschaft zu Mohrungen. Sein Sohn Eduard „Freiherr von Hoverbeck-Schönaich“ (1799–1856) war 1836 Landschaftsrat und Herr auf Gut Klein-Tromnau im Regierungsbezirk Marienwerder. Dessen gleichnamiger Sohn Eduard Freiherr von Hoverbeck genannt von Schoenaich heiratete 1856 Camilla, geborene Freiin von Buddenbrock, mit der er als sechstes und jüngstes Kind den auf Klein-Tromnau geborenen Paul von Schoenaich (1866–1954), einen späteren deutschen General und Pazifisten, hatte. Zwei weitere Söhne waren Alfred Freiherr von Schoenaich (1860–1951), 1903–1918 Mitglied des preußischen Abgeordnetenhauses, und der preußische Oberst Andreas Freiherr von Hoverbeck gen. Schoenaich (1863–1918), der seit 1907 militärhistorische Arbeiten veröffentlichte.

## Wappen

Wappen des Caspar von Schöneich (Lucas Cranach)

Wappenbeschreibung: Das Stammwappen zeigt in Gold einen geflochtenen grünen Eichenkranz, der mit Eichenblättern und acht goldenen Eicheln abwechselnd besetzt ist. Der Kranz ist teilweise auch von einem roten Band mit vier Schleifen umflochten. Auf dem Helm mit rot-silbernen (oder grün-goldenen) Decken der Kranz.

### Müller von Schönaich
Das Wappen der 1861 geadelten Familie Müller von Schönaich, die von Ida von Schönaich abstammt, ist dem Stammwappen derer von Schönaich ähnlich: Unter rotem Schildhaupt, darin ein schreitender, rotbezungter goldener Löwe, in Gold ein grüner (der schönaichische) Eichenkranz; auf dem Helm mit rot-goldenen Decken der Kranz wie im Schild.

### Hoverbeck genannt Schoenaich
Das Wappen der Freiherren von Hoverbeck genannt von Schoenaich zeigt im Diplom des Jahres 1802 einen gespaltenen Schild; die rechte Hälfte ist geviert: in den Feldern 1 und 4 in Silber ein schwarzer Sparren, in den Feldern 2 und 3 in Schwarz ein silberner Balken, oben begleitet von drei silbernen Merletten nebeneinander (Stammwappen Hoverbeck); in der linken Hälfte ist oben im goldenen Felde der schönaichische Eichenkranz, unten in Rot ein schreitender gekrönter goldener Löwe mit Schwert in der rechten Vorderpranke (aus dem (gemehrten) schoenaichischen Wappen). Der Schild ist von drei Helmen bedeckt; aus der Helmkrone des ersten mit schwarz-silbernen Decken wachsen zwei abgewendete silberne Bären- oder Windhundsrümpfe; die Krone des mittleren mit grün-goldenen Decken ist mit dem schönaichschen Eichenkranz bestückt; aus der Krone des dritten Helmes mit rot-goldenen Decken wächst ein gekrümmter, schwarz geschienter Schwertarm.

## Bedeutende Vertreter (Familie von Schoenaich)
- Brandanus von Schöneich († 1507), deutscher Rechtswissenschaftler, Hochschullehrer und Kanzler in Mecklenburg
- Kaspar von Schöneich († 1547), Kanzler in Mecklenburg
- Fabian Freiherr von Schoenaich (1508–1591), kaiserlicher Oberst, Erwerber von Carolath und Beuthen
- Georg Philipp Freiherr von Schönaich (* 25. Juli 1704; † 14. Mai 1790), preußischer Generalmajor, Erbherr auf Schlaupitz und Mellendorf
- Georg Freiherr von Schoenaich (1557–1619), deutscher Humanist, Erbe von Carolath und Beuthen
- Christoph Otto Freiherr von Schönaich (1725–1807), Schriftsteller, von Gottsched zum poeta laureatus gekrönt
- Andreas Freiherr von Hoverbeck genannt von Schoenaich (1863–1918), preußischer Oberst und Militärhistoriker
- Paul Freiherr von Hoverbeck genannt von Schoenaich (1866–1954), deutscher General und Pazifist

## Stammliste (Fürstenhaus Schoenaich-Carolath)
Dem Fürstenhaus Schoenaich-Carolath gehören im Mannesstamm an:

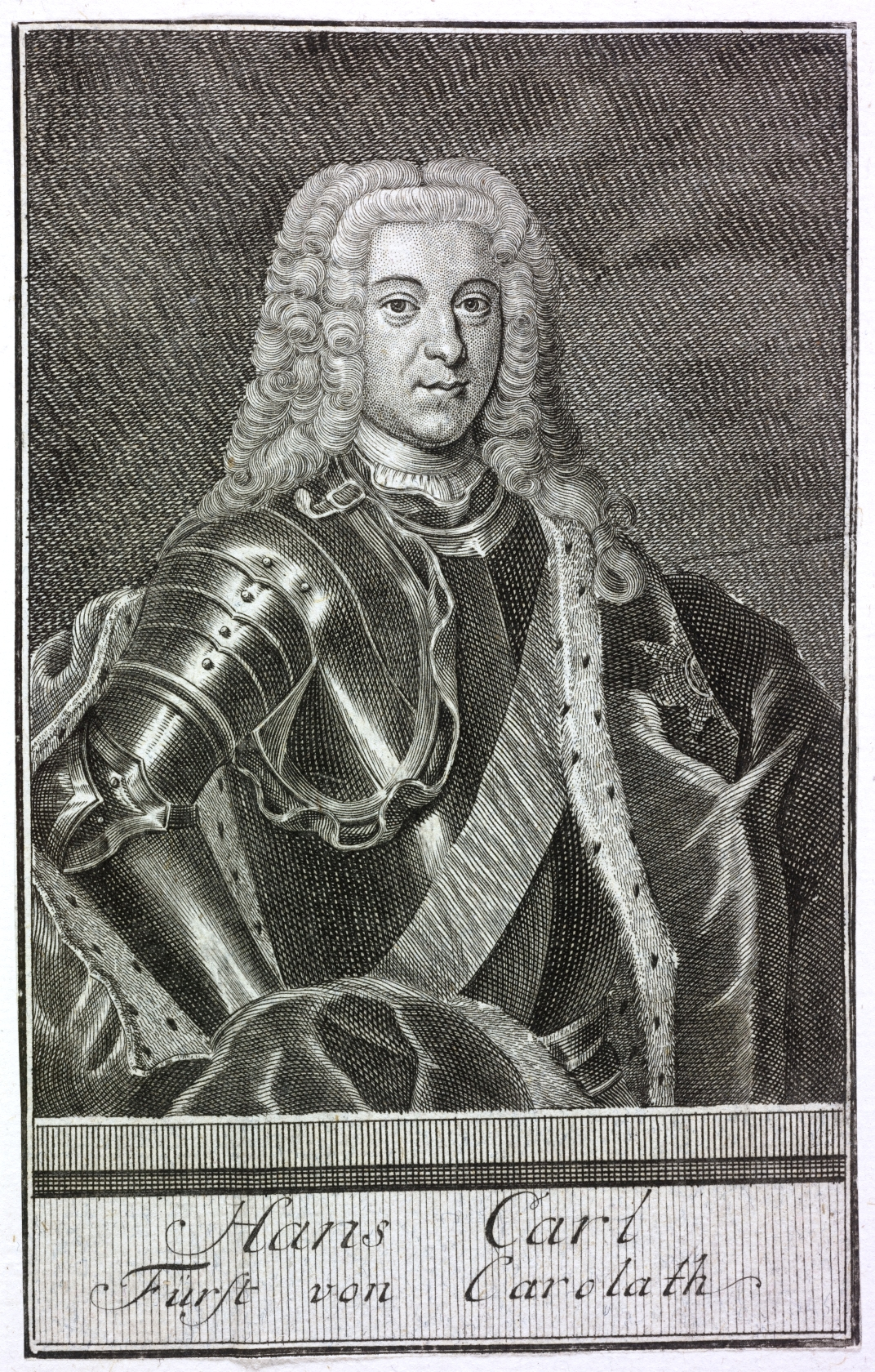
Hans Carl von Schoenaich-Carolath, 1. Fürst zu Carolath-Beuthen (1688–1763)

- Hans Carl (1.) Fürst zu Carolath-Beuthen (* 15. Juni 1688 in Carolath; † 11. Oktober 1763 in Carolath), preußischer Oberpräsident der Oberamtsregion und des evangelischen Oberkonsistoriums zu Breslau; ⚭ Amalie Gräfin zu Dohna-Schlodien (1692–1761)
  1. Johann Carl Friedrich (2.) Fürst zu Carolath-Beuthen (* 11. November 1716 in Carolath; † 10. Februar 1791), preußischer Generalleutnant, Gesandter und bevollmächtigter Minister in Warschau[13]; ⚭ Johanna Wilhelmine Prinzessin von Anhalt-Köthen
    1. Heinrich Karl Erdmann (3.) Fürst zu Carolath-Beuthen (* 3. November 1759 in Carolath; † 1. Februar 1817 in Carolath); ⚭ Auguste Amalie Prinzessin von Sachsen-Meiningen
      1. Heinrich Karl Wilhelm (4.) Fürst zu Carolath-Beuthen (* 29. November 1783 in Kotzenau, Kreis Lüben; † 14. Juli 1864 in Teplitz), preußischer General der Kavallerie[14] ⚭ Adelheid von Carolath-Beuthen geb. Gräfin zu Pappenheim (1797–1849), Autorin, Briefschreiberin und Landschaftsmalerin
      2. Karl Wilhelm Philipp Ferdinand (* 17. Januar 1785 in Carolath; † 23. Januar 1820 in Berlin); ⚭ Bianca Gräfin von Pückler-Groditz
        1. Ludwig Ferdinand Karl Erdmann Alexander Deodatus (* 26. Juni 1811 in Cölmchen; † 22. Januar 1862 in Amtitz);[15] ⚭ 4. Oct. 1840 mit Adelheid Prinzessin von Schönaich-Carolath (* Carolath 9 Dec 1823; † 27 Aug 1841 in Gellhausen) (ohne Kinder; Mutter:  Adelheid von Carolath-Beuthen geb. Gräfin zu Pappenheim [1797–1849]); ⚭ II in 1823 mit Wanda Gräfin Henckel von Donnersmarck (* 1826 Breslau; † 1907 in Firenze)
          1. Karl Ludwig Erdmann Ferdinand (5.) Fürst zu Carolath-Beuthen (* 14. Februar 1845 in Dresden; † 6. Juli 1912 in Homburg vor der Höhe), Generalmajor, Mitglied des Preußischen Herrenhauses; ⚭ I. Gräfin Elisabeth von Hatzfeldt und Trachenberg (1839–1914), später zeitweilig Lebensgefährtin Graf Herbert von Bismarcks; ⚭ II. Katharina Gräfin von Reichenbach-Goschütz
            1. Hans-Karl Erdmann Ludwig Hugo Heinrich Ferdinand (6.) Fürst zu Carolath-Beuthen (* 9. August 1892 in Carolath; † 15. September 1933 in Breslau); ⚭ Irene von Anderten
              1. Carl-Erdmann (7.) Fürst zu Carolath-Beuthen (* 19. Oktober 1930 in Carolath; † 22. Oktober 2016 in Coburg); ⚭ I. Caroline Staal, ⚭ II. Gerda Meyn, ⚭ III. Viola von Anderten
                1. Volkmar (8.) Fürst zu Carolath-Beuthen (* 11. August 1958 in Hamburg; † 26. Oktober 2016 in Braunschweig); ⚭ Petra Arlt
                2. Hans-Carl (9.) Fürst zu Carolath-Beuthen (* 31. Oktober 1960 in Weißbad, Kt. Appenzell)
                3. Claus-Peter (* 1968)

          2. Heinrich Ludwig Erdmann (* 24. April 1852 in Amtitz; † 20. Juni 1920 in Amtitz), Politiker,[16] Mitglied des Reichstages und des Preußischen Herrenhauses; ⚭ Margarete Prinzessin zu Schönburg-Waldenburg

      3. Friedrich Wilhelm Karl (* 29. Oktober 1790 in Carolath; † 21. November 1859 in Saabor), königlich-preußischer Major und Landrat des Kreises Grünberg i. Schlesien; ⚭ Karoline Prinzessin Reuß-Schleiz-Köstritz
        1. Ferdinand Heinrich Erdmann (* 26. Juli 1818 in Saabor; † 24. Mai 1893 in Saabor) Mitglied des preußischen Abgeordnetenhauses;[17] ⚭ Johanna Prinzessin Reuß-Schleiz-Köstritz
          1. Georg Heinrich Friedrich August (* 12. August 1846 in Saabor; † 23. Februar 1910 in Mellendorf), Majoratsherr, Vorsitzender der Landwirtschaftskommission für Schlesien;[18] ⚭ Wanda Prinzessin von Schoenaich-Carolath (Tochter von Ludwig Ferdinand)
            1. Johann Georg Ludwig Ferdinand August (* 11. September 1873 in Saabor; † 7. April 1920 in Wölfelsgrund); ⚭ Prinzessin Hermine Reuß ältere Linie (1887–1947), die spätere zweite Ehefrau Kaiser Wilhelms II.
              1. Hans Georg (* 3. November 1907; † 9. August 1943); ⚭ Sibylle Freiin von Zedlitz und Leipe; er war Herr auf Mellendorf, Dr. jur, Hauptmann d. R. u. Exp. d. Deutschen Ordens, Balley Utrecht
                1. Georg-Dietrich (* 1943); ⚭ Monika Gräfin Basselet von La Rosée

              2. Ferdinand von Schönaich-Amtitz (* 5. April 1913, † 17. Oktober 1973), letzter Standesherr auf Amtitz[19]
              3. Henriette (1918–1972); ⚭ Franz Joseph Prinz von Preußen (1916–1975), Sohn des Prinzen Joachim von Preußen und Enkel Kaiser Wilhelms II.

          2. Johann Heinrich Friedrich August (1849–1910); ⚭ Helena Prinzessin von Leutenberg (Schwarzburg-Rudolstadt)
            1. Mechtildis (1884-); ⚭ 31. Aug. 1923 Angus Karl Konstatin Graf Douglas (1870 Leopoldshall, Harz—1938), a. Ralswieck (⚭ 1898 Margarethe Anna Agnes [Aga] v. Enckevort [1878 Albrechtsdorf, Pommern—1938 Berlin] [⚭ 2° Hugo v. Rosenberg]: siehe Clan Douglas)
            2. Günther Sieghard (1886–1963); ⚭ I. Hedwig Freiin von Richthofen, ⚭ II. Elisabeth Gräfin zu Castell-Rüdenhausen
              1. Sieghard Hans Udo (1929–1995); ⚭ Maria Aloysia Gräfin von Mensdorff-Pouilly (1928–2019)
                1. Sebastian Prinz von Schoenaich-Carolath (* 1957), deutsch-österreichischer Banker und Diplomat; ⚭ Manuela-Franziska Gräfin von Walderdorff
                  1. Georg Maria (1985–1994)
                  2. Carl Nikolaus (* 1986)⚭ Maria Carlotta Freiin von Maltzahn
                    1. Paul Ignatius (* 2020)

              2. Hans-Hermann (1937–2025)[20]
              3. Hubertus Sieghard (1938–2005) ⚭ Alexandra-Friederike Thomasius
              4. Friedrich Sieghard (1943–2017) ⚭ Isabella Gräfin von Hoyos

        2. Karl Heinrich Friedrich Georg Alexander (* 28. Juni 1820 in Mellendorf; † 2. März 1874 in Wiesbaden); ⚭ Emilie von Oppen-Schilden, auf Haseldorf
          1. Emil von Schoenaich-Carolath (* 8. April 1852 in Breslau; † 30. April 1908 in Haseldorf), deutscher Schriftsteller; ⚭ Katharina von Knorring
            1. Georg Julius (1891–1969); ⚭ Agnes Gräfin von Platen-Hallermund
            2. Gustav Rudolf (1894–1975); ⚭ Edelgard Gräfin von Waldersee; er[21] war u. a. Farmbesitzer in Angola
              1. Parcival (* 1923); ⚭ Helga Raiss
                1. Stephan (1956–2017); ⚭ Uta Schomborg
                  1. Nils (* 1988)
                  2. Felix (* 1991)

        3. August Heinrich Bernhard (* 20. August 1822 auf Saabor; † 16. Oktober 1899 Potsdam), Bruder des vorigen, zuletzt Direktor des Oberbergamts Dortmund und Kgl. Preuß. Berghauptmann des Oberbergamtsbezirks Dortmund; ⚭ Emma Prinzessin zu Salm-Horstmar
          1. Ferdinand (* 16. April 1858 in Tarnowitz; † 22. Juni 1941 in Oeynhausen), kgl. preußischer Geheimer Regierungsrat; ⚭ Elisa Gräfin von Schimmelmann

      4. Eduard Georg Eugen Ferdinand (* 27. Januar 1795; † 7. Januar 1842), königlich-preußischer Rittmeister a. D.
      5. Amalie (* 17. Mai 1798; † 1864), ⚭ 21. Januar 1837 mit dem Schriftsteller und königlich-preußischen Kammerherrn Georg Grafen von Blankensee